# NBC
NBC(National Broadcasting Company, 내셔널 브로드캐스팅 컴퍼니)는 미국의 방송사로 뉴욕 시 록펠러 센터의 GE 빌딩에 본사를 두고 있다. 현재 미디어 회사 NBC유니버설에 속해있다. 1926년 11월 15일 라디오 방송을 시작했으며, 1938년 7월 1일 텔레비전 방송을 시작했다.

## 역사
1919년 10월 17일 전자부품 제조업자로 설립된 미국 라디오 회사(RCA, Radio Corporastion of America)는 AT&T의 뉴욕 방송국 WEAF와 웨스팅하우스 뉴저지주 뉴어크 방송국 WJZ를 인수한 뒤, 1926년 11월 15일에 NBC를 공식 출범시킨다.
NBC의 두 라디오 네트워크가 확장되면서 1927년 1월 1일 NBC는 WEAF를 중심으로 음악 및 예능 프로그램을 제공하는 "NBC 레드 네트워크"와 WJZ를 중심으로 뉴스와 문화 프로그램을 제공하는 "NBC 블루 네트워크"의 2개 네트워크로 나뉘었다.
1939년 미국연방통신위원회(Federal Communications Commission)는 같은 도시내에 네트워크를 2개씩 이룬 NBC의 시장지배를 인식, NBC의 두 네트워크를 분리시키로 결정하고 1942년 1월 8일 공식적으로 레드 네트워크와 블루 네트워크의 두 회사로 분리되었다. 레드 네트워크는 NBC로 남고, 블루 네트워크는 에드워드 존 노블에 매각되어 The Blue Network, Inc.로 개칭되고 네트워크명을 ABC로 결정하였다.
텔레비전 방송은 1930년 W2XBS라는 실험용 텔레비전 방송국을 설립, 1931년 RCA-NBC 시험 송신기와 수신안테나를 엠파이어 스테이트 빌딩 옥상에 설치하여 1938년 시험방송을 실시하였으며, 만국박람회 개회식, 프로야구 중계방송 등을 방송하였으며, 당시 프랭클린 D. 루스벨트 대통령은 텔레비전 화면을 통해 일반대중에게 공개되는 최초의 대통령이 되었다. 이후 1941년엔 RCA의 회장인 데이비드 사노프(David Sarnoff)가 NBC 최초의 상업 텔레비전 방송국인 WNBT(현 WNBC)를 뉴욕 시에서 설립하였다. 그 해 7월 1일 정규 텔레비전 방송을 CBS와 동시 개국하였다. 컬러 방송은 1953년 10월 31일 세계 최초로 NTSC방식의 컬러 시험 방송을 개시하고 1954년 1월 1일 컬러 정규 방송을 시작하였다.
1986년 모기업인 RCA가 제너럴 일렉트릭에 인수되었으며, 2004년 5월, 비방디의 유니버설 스튜디오와 합병하여 NBC유니버설을 출범하였다.
현재, NBC유니버설은 컴캐스트가 51%, GE가 49% 지분을 소유하고 있다. GE가 잔여지분 매각 후 방송사업을 손을 때고 컴캐스트가 대주주로 있는중이다.

## 로고
NBC에서 현재 사용하고 있는 공작 형상 로고는 미국의 CI 디자인 스튜디오 셰마이에프 & 가이스마 (Chermayeff & Geismar)가 디자인하였다.
최초의 공작 로고는 1956년 존 J. 그래햄이 디자인하였으며 이 때 당시에는 꼬리 숫자가 11개였으며 공작 모양도 원래 공작의 모습에 가깝게 되었다. 1976년 이후 다른 로고로 교체되어 사용되지 않다가 1979년 새롭게 공작 로고를 디자인하여 1976년부터 쓰인 N 형상 로고와 합쳐 사용하였다. 이후 1986년 60주년 기념에 맞춰 좀 더 추상화되고 꼬리를 6개로 줄인 현재의 로고가 되었다.

### 로고 연혁

1954-1959
1959-1975
1976-1986
1986-2011
2009-2011
2013-2018
2018-2022
2020-2021
2022-현재

## 방송 프로그램
- 30 ROCK
- ER (드라마)
- V
- 더 보이스
- 라스베가스
- 레밍턴 스틸
- 보난자
- 새터데이 나이트 라이브 (SNL)
- 스매쉬
- 스크럽스
- 스튜디오 60
- 어프렌티스
- 오피스
- 웨스트 윙
- 제퍼디!
- 조이
- 투데이
- 팍스 앤 레크리에이션
- 프렌즈
- 히어로즈

## 지역 방송사 목록
(주 이름, 도시 및 권역명 가나다순으로 서술)

(채널번호는 디지털TV의 채널번호로 작성)

(직영국은 호출부호란에 굵게 처리)
| 주             | DMA | 도시 및 권역                 | 호출부호 | 물리채널 | 가상채널 |
| -------------- | --- | ---------------------------- | -------- | -------- | -------- |
| 뉴욕주         | 1   | 뉴욕                         | WNBC     | 28       | 4.1      |
| 매사추세츠주   | 7   | 보스턴                       | WHDH-TV  | 42       | 7.1      |
| 미시간주       | 11  | 디트로이트                   | WDIV-TV  | 45       | 4.1      |
| 미시간주       |     | 플린트-새기노-베이시티       | WEYI-TV  | 30       | 25.1     |
| 오하이오주     | 33  | 신시내티                     | WLWT-TV  | 35       | 5.1      |
| 워싱턴 D.C.    | 9   | 워싱턴 D.C.                  | WRC-TV   | 48       | 4.1      |
| 일리노이주     | 117 | 블루밍턴-피리아              | WEEK-TV  | 25       | 25.1     |
| 일리노이주     | 3   | 시카고                       | WMAQ-TV  | 29       | 5.1      |
| 캘리포니아주   | 2   | 로스앤젤레스                 | KNBC     | 36       | 4.1      |
| 캘리포니아주   |     | 베이커즈필드                 | KGET-TV  | 25       | 17.1     |
| 캘리포니아주   | 27  | 샌디에이고                   | KNSD     | 40       | 39.1     |
| 캘리포니아주   | 6   | 샌프란시스코-오클랜드-산호세 | KNTV     | 11       | 11.1     |
| 코네티컷주     | 29  | 뉴브리튼-하트포드-뉴헤이번   | WVIT     | 35       | 30.1     |
| 텍사스주       | 5   | 달라스-포트워스              | KXAS-TV  | 41       | 5.1      |
| 텍사스주       | 10  | 휴스턴                       | KPRC-TV  | 35       | 2.1      |
| 펜실베이니아주 | 4   | 필라델피아                   | WCAU-TV  | 34       | 10.1     |
| 플로리다주     | 17  | 마이애미-포트로더데일        | WTVJ     | 31       | 6.1      |
| 플로리다주     |     | 프레즈노                     | KSEE     | 38       | 24.1/2   |

## 같이 보기
- 텔레문도
- CNBC
- MSNBC
- 닛케이 CNBC